# Livro de Zacarias

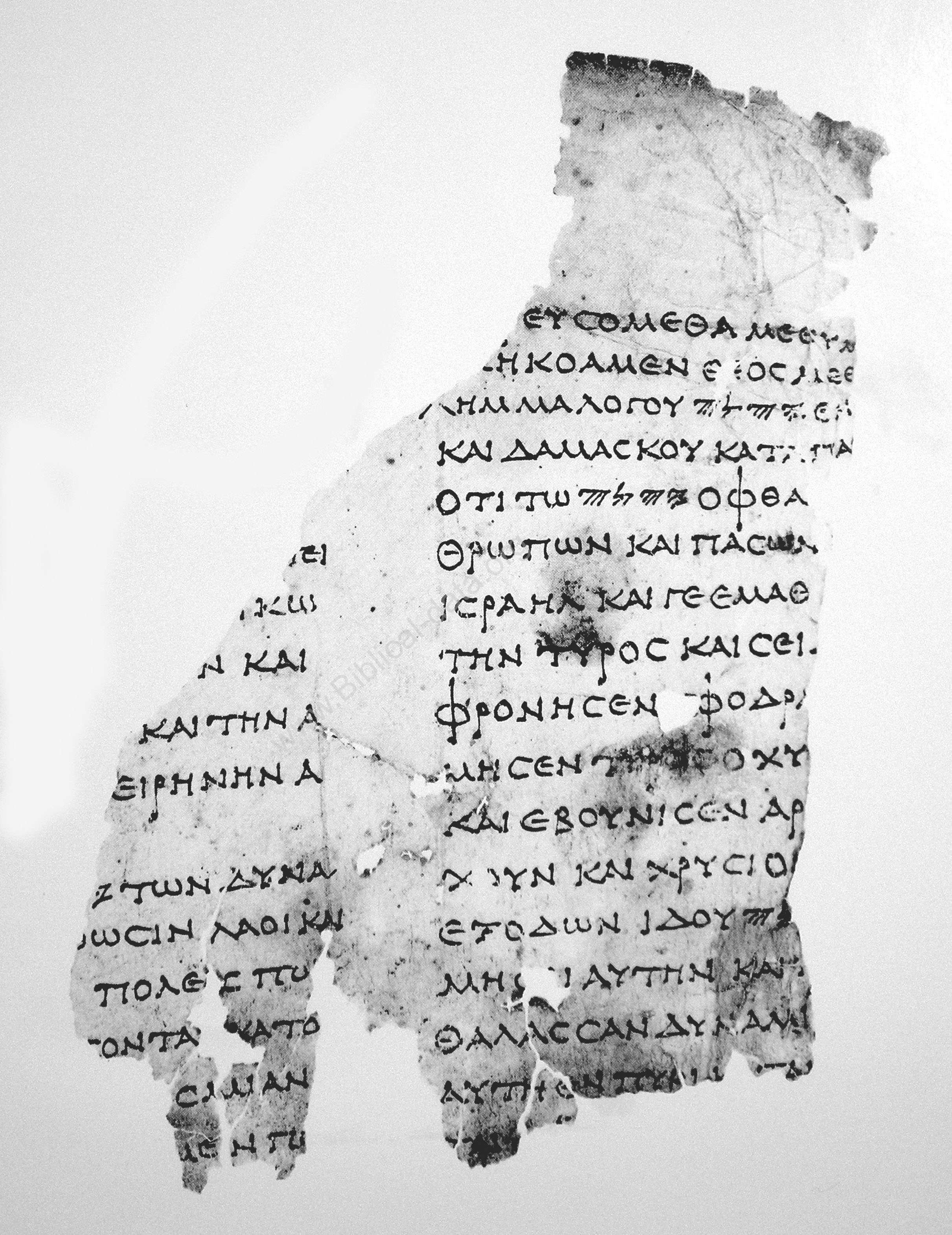
Fragmento do manuscrito dos Profetas Menores, em idioma grego, encontrado no deserto da Judeia. O texto aqui é Zacarias 8:18 – 9:7. Cerca de 50 a.C. a 50 d.C.

O Livro de Zacarias é um dos livros proféticos do Antigo testamento da Bíblia. Vem depois do Livro de Ageu e antes do Livro de Malaquias e possui 14 capítulos.

## Visão geral
A primeira parte do livro, composta dos capítulos 1 a 8, contém os oráculos do profeta Zacarias, cujo nome significa "YHVH se Lembra".
Apresentado como neto de Idô (1:1 e 1:7) ou como filho de Idô (Esd 5:1; 6:14 e Targum), deve ter sido chefe da família sacerdotal de Idô, por volta de 500 AC (Neemias 12:16), umas das famílias sacerdotais da tribo de Levi. Ele é um dos mais messiânicos de todos os profetas do AT, dado referências distintas e comprovadas sobre a vinda do Messias.
Contemporâneo de Ageu, foi um dos chamados "profetas" pós – exílicos, que viveu em uma época em que a comunidade judaica procura reconstruir as suas bases de fé e vida social. Sofrendo ainda as amargas consequências do Exílio na Babilônia, o povo sente-se desencorajado e tem dúvidas sobre a presença de Deus em seu meio.
Zacarias, em oráculos e visões, mostra que Deus continua aí para realizar o seu projeto através da comunidade. O profeta reanima a esperança de um povo que passa por grandes dificuldades materiais e dúvidas de fé e que, por isso, é levado à resignação passiva. Zacarias estimula os compatriotas a arregaçarem as mangas para reconstruir o Templo (ver Esdras 6:14), símbolo da fé e unidade nacional.

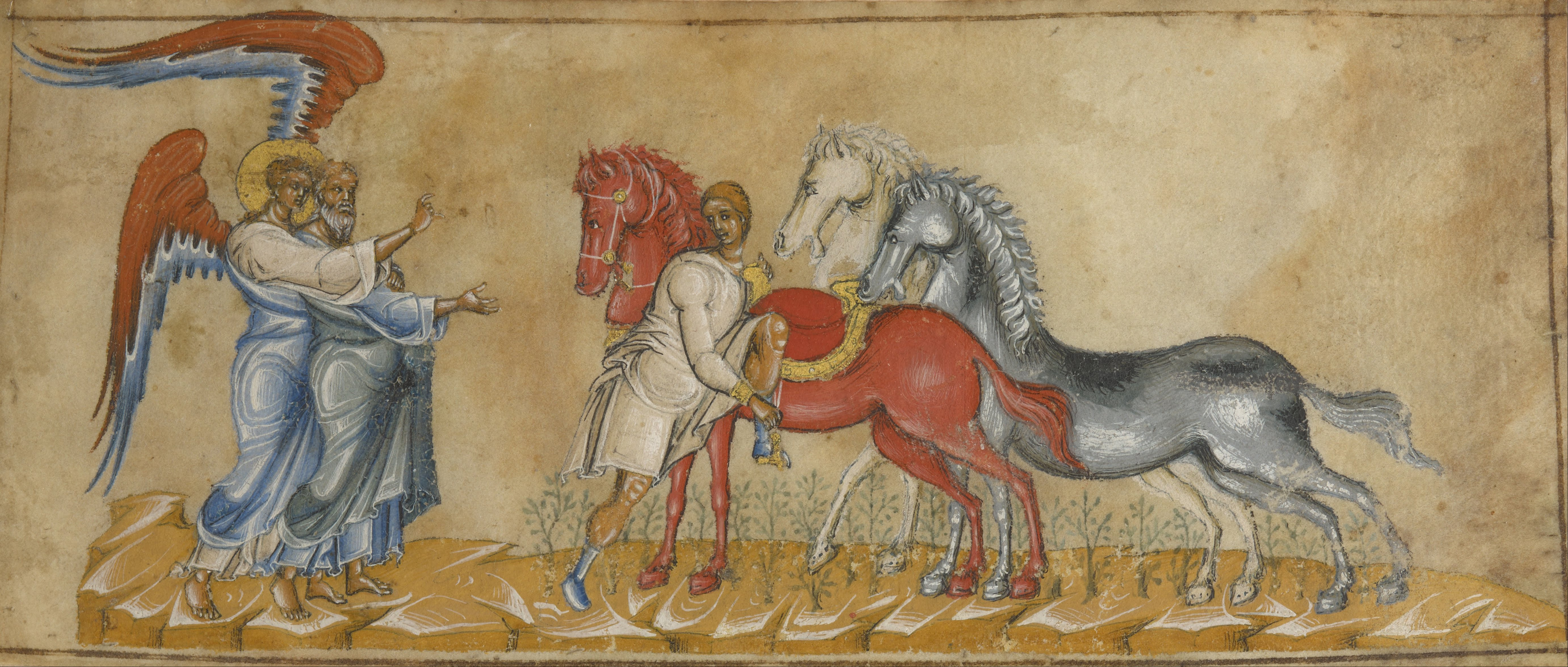
A visão de Zacarias. Iluminura da primeira das oito visões do profeta. Artista desconhecido, Sicília, Itália, por volta de 1300.

Zacarias, assim como Ageu se preocupa com a reconstrução do Templo de Jerusalém, mas dá maior destaque à restauração nacional e às suas exigências de pureza e moralidade. Essa restauração deve abrir uma era messiânica na qual o sacerdócio representado por Josué será exaltado (3:1-17), mas na qual a realeza será exercida pelo "Germe" (3:8), termo messiânico que o versículo 12 do cap. 6 aplica à Zorobabel.
A segunda parte do livro, formada dos capítulos 9 a 14, foi escrita nos últimos decênios do século IV AC, período em que os gregos dominavam a Palestina, depois da grande campanha de Alexandre Magno (333 AC). O autor olha para o futuro do povo de Deus. Anuncia também o aparecimento do Messias com três características: rei (9:9-10), bom pastor (11:4-17 e 13:7-9) e «transpassado» (12:9-14). Ao ler esta segunda parte, é impossível não lembrar Jesus entrando em Jerusalém montado num jumentinho (rei-messias), ou quando afirma: «Eu sou o bom pastor»; ou ainda sofrendo a paixão e morte na cruz.
Dentre os argumentos que evidenciam que a segunda parte foi escrita em um momento posterior, pode-se citar que:
- falta de referência a datas;
- não se fala nem de Zacarias, nem de Zorobabel, nem de Josué e nem da reconstrução do Templo;
- o estilo é diferente;
- utiliza-se com frequência livros anteriores como Jeremias e Ezequiel;
- o horizonte histórico não é mais o do retorno do Exílio na Babilônia, pois Assíria e Egito são apresentados como nomes simbólicos de todos os opressores.

Também há evidências de que essa segunda parte não foi escrita por um único autor, haveria portanto um Segundo Zacarias (Dêutero-Zacarias), que escreveu os capítulos 9 a 11 e um Terceiro Zacarias (Trito-Zacarias) que escreveu os capítulo 12 a 14, dentre as quais se pode citar:
- os capítulos 9 a 11 formam uma seção distinta daquela compreendida nos capítulos 12 a 14, sendo cada uma uma introduzida por um título distinto;
- os capítulos 9 a 11 são escritos em verso, enquanto que os capítulos 12 a 14 são escritos quase que em sua totalidade em prosa;
- os capítulos 9 a 11 se utilizam de textos poéticos pré-exílicos e referem-se a fatos históricos difíceis de precisar, com exceção dos oito primeiros versículo do cap. 9 que referem-se à conquista de Alexandre, enquanto que os capítulos 12 a 14 descre em termos de apocalipse as provações e as glórias de Jerusalém dos últimos tempos.

Por outro lado cita-se que a escatologia não está ausente dos capítulos 9 a 11 e que certos temas encontram-se em tanto na seção compreendida pelos capítulos 9 a 11 como na seção compreendida nos capítulos finais, como, por exemplo, o dos "pastores" do povo (10:2-3; 11:4-14; 13:7-9).

## Data
A introdução do Livro de Zacarias foi escrita entre outubro e novembro de 520 AC, dois meses após a primeira profecia de Ageu, oito visões do profeta ocorreram em fevereiro de 519 AC (Zacarias 2:4). Os caps 7-8 ocorrem dois anos mais tarde, em 518 AC, o cap. 7 é um retrospecto do passado nacional, e o cap. 8 abre as perspectivas da salvação messiânica, ambos a propósito de um problema sobre o jejum, suscitado em novembro de 518 AC. A referência à Grécia em 9.13 pode indicar que os caps. 9-14 foram escritos depois de 480, quando a Grécia substituiu a Pérsia como o grande poder mundial. As profecias que abrangem o Livro de Zacarias foram reduzidas à escrita entre 520 e 475 aC.
Não há dúvidas sobre a autenticidade dos oito primeiros capítulos, mas existem evidências de que os versículos 20 a 23 do capítulo 8 são um acréscimo posterior, sendo os versículo 18 e 19 a conclusão primitiva do livro.

## Oito visões
As oito visões são o cerne da primeira parte da obra e descrevem antecipadamente a restauração definitiva da comunidade. As três primeiras visões (os cavaleiros, os ferreiros, o agrimensor) apresentam as fases preparatórias da restauração messiânica; as duas visões centrais (a investidura de Josué, os dois Ungidos dizem respeito ao governo da nova comunidade; as três últimas (o livro, a mulher no alqueire, os cavaleiros) evocam as condições da restauração final.

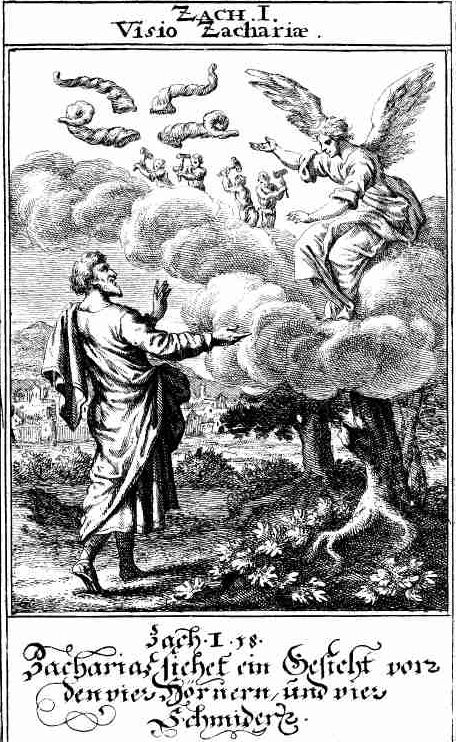
Representação da visão de Zacarias dos quatro chifres e dos quatro carpinteiros, simbolizando a dispersão das nações. Christoph Weigel, 1695.

Cabe observar que a quarta visão tem características literárias e teológicas particulares, e diferentemente da quinta visão que mantém os dois Ungidos em pé de igualdade, confere ao sacerdote um lugar preponderante, o que indicaria que essa quarta visão seja um acréscimo posterior, e que o texto original teria somente sete visões. Tal modificação revela a importância conquistada pelo sacerdote a partir do desaparecimento do príncipe davídico Zorobabel. Sendo que, posteriormente, o novo testamento (Hebreus cap. 3) reinterpretará a profecia declarando que Zacarias se referia a Jesus.

## Outros aspectos em destaque na primeira parte
- 2:10-17 é um apelo aos exilados para que voltem à cidade cujas condições são evocadas na segunda e terceiras visões (2:1-9);
- 3:8.9.10c são uma promessa à Josué depois da visão de sua investidura (3:1-7.9a);
- 4:6b-10a trazem uma garantia ao governador Zoroibabel;
- 1:1-6 e 7:4-14 pregações;
- 8:1-17.20-23 promessas sobre o futuro;
- 7:1-3 e 8:18-19 consulta referente aos jejuns comemorativos das calamidades de 587 AC.[11]

## Contexto histórico
Os exilados que retornaram à sua terra natal em 536 a.C. sob o decreto do Rei dos Reis (xá) Ciro, estavam entre os mais pobres dos judeus cativos. Cerca de cinqüenta mil pessoas retornaram para Jerusalém sob a liderança de Zorobabel e Josué. Rapidamente, reconstruíram o altar e iniciaram a construção do templo. Logo, todavia, a apatia se estabeleceu, à medida que eles foram cercados com a oposição dos vizinhos samaritanos, que, finalmente foram capazes de conseguir uma ordem do governo imperial persa para interromper a construção na satrapia judia. Durante cerca de doze anos a construção foi obstruída pelo desânimo e pela preocupação com outras atividades.
Zacarias e Ageu "persuadiram o povo a voltar ao Senhor e aos seus propósitos para restaurar o templo". Zacarias "encorajou o povo de Deus indicando-lhe um dia, quando o Messias reinaria de um templo restaurado, numa cidade restaurada".

## Messianismo
Zacarias é, às vezes, referido como o mais messiânico de todos os livros do Antigo Testamento.
Dentre as referências à Era Messiânica, pode-se citar, as previsões do ressurgimento da Casa de David (12) e de uma teocracia guerreira (10:3-11:3), mas também cultual no estilo de Ezequiel (14)  e dentre as referências ao Messias, pode-se citar.
- Como o Servo do Senhor, o Renovo (Zacarias 3:8);
- Como o homem cujo nome é Renovo (Zacarias 6:12);
- Como Rei e como sacerdote (Zacarias 6:13);
- Como o verdadeiro Pastor (Zacarias 11:4-11);
- Rei Messias humilde e pacífico (9:9-10).[6]

Ele dá um expressivo testemunho sobre a traição de Cristo por trinta moedas de prata (Zacarias 11:12-13 - Mateus 27:9, combinado com Jeremias 26:31, sua crucificação (Zacarias 12:10), seus sofrimentos (Zacarias 13:7) e sua segunda vinda (Zacarias 14:4).
Duas referências a Cristo são consideradas pelos religiosos como de profundo significado. A entrada triunfal de Jesus em Jerusalém é descrita com detalhes em Zacarias 9:9, quatrocentos anos antes do acontecimento (ver Mateus 21:4; Marcos 11:7-10).
Outras passagens no Novo Testamento também ligam-se com o Livro de Zacarias, tais como: Marcos 14:27 e João 19:37.
Um dos versículos mais dramáticos das Escrituras proféticas é encontrado em Zacarias 12:10, quando, na maioria dos manuscritos a primeira pessoa é usada: "E olharão para mim, a quem traspassaram.". Jesus Cristo, acreditam os religiosos, pessoalmente, profetizou sua definitiva recepção pela casa de Davi.